# Anshan (città antica)

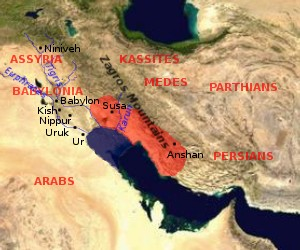
Localizzazione di Anšan all'interno dell'Elam.

Anshan (Anšan) è un'antica capitale della confederazione elamica, nell'altopiano iranico, ad est della Mesopotamia, che diede anche il nome alla dinastia detta "di Anshan".
In persiano il nome è انشان e corrisponde alla moderna località di Tepe Malyan o Tal el Malyan (29°54′N 52°24′E), situata sull'altopiano iranico a 36 km a nord-ovest di Shiraz, sui monti Zagros nella regione di Fars (Iran sud-occidentale).
Anshan fu la più antica capitale (durante il III millennio a.C.) dell'Elam. Quando la capitale elamica fu spostata a Susa, i suoi re assunsero il titolo di "Re di Ansan e Susa".
Nel VII secolo a.C., la sovranità dell'Anshan divenne appannaggio della stirpe degli Achemenidi, che agirono come vassalli dei Medi: da essi ebbero in seguito origine i sovrani dell'impero persiano. Fu Teispe, padre di Ciro I e, secondo una versione abbastanza leggendaria, figlio di Achemenes, a conquistare la città fregiandosi poi del titolo di "Re della città di Anshan". Cambise I, padre di Ciro II, fondatore dell'impero achemenide, è ricordato con il titolo di "Re di Ansan".
Anšan non va confusa con la moderna città di Anzan (38°19′N 47°27′E) posta a circa 50 km ad est di Ahar nell'Iran nord-occidentale (provincia rurale di Shaban).